# القروي (ماينكرافت)
القرويين (بالإنجليزية: Villagers) عبارة عن حشود سلبية وإحدى شخصيات في ماينكرافت، تعيش في القرى وتتكاثر وتتفاعل مع بعضها البعض، ملابسهم تختلف باختلاف مهنتهم أو المنطقة الحيوية التي يعيشون فيها، ويمكن للاعب ماينكرافت التجارة معهم باستخدام الزمرد كعملة.

## التجارة
تختلف التجارة حسب عمل القروي، إما جزار أو حداد أو عامل الجلود، وعندما تنتهي المرحلة الأولى من المُقايضة إلى المرحلة الثانية ويستطيع اللاعب شراء ما فيها بعد فتح المرحلة وإكمال التجارة حتى المرحلة الأخيرة، تتم التجارة عن طريق الزمرد أو الشيء الذي يريده غير الزمرد فإذا يُعطى الزمرد يُعطي القروي ما لديه وإذا يُعطى الشيء الذي يريده فسيُعطى الزمرد.

## حرب القرى
عندما أصدر تحديث القرية والنهب في ماينكرافت تطورت القرى وأصبح لكل قروي عمل وأيضا حروب بينها، واسم هذه الحرب الريد (بالإنجليزية: Raid)، والتي على اللاعب مواجهتها ليلقب بطل القرية.

## الساحر
الساحر هو إحدى من يحارب في الريد وأيضا قد تجده في الليل يتجول أو في المستنقع، وإذ لقتربت منه سيرمي لك السم وأخطر من ذلك، وهو كان قروي حتى ضربته الصاعقة
يتحول إلى ساحر.

## القرويين الأطفال
القرويين الأطفال يتجولون ويلعبون مع بعضهم البعض ولا يمكنهم التعرض من الضرب من قبل الإيلجر(اعداء القرية) ولكن يمكنهم التعرض للضرب من قبل الزومبي، وفي بعض الأحيان قد يحاول القرويين البالغين إعطائهم الخبز.
يصبح الطفل القروي بالغًا بعد 20 دقيقة من ولادته ، حتى عندما يكون في قارب أو عربة صغيرة، القرويون الأطفال الذين ليس لديهم ذكاء اصطناعي لا يكبرون.